# Hsinchu
Hsinchu (en chinois : 新竹 ; pinyin : Xīnzhú, /ɕín.ʈʂǔ/) est une ville provinciale de Taïwan. Elle s'étend sur une surface de 104 km2 et sa population s'élève à 420 000 habitants (en 2012). Elle se trouve au sud ouest de Taipei. 

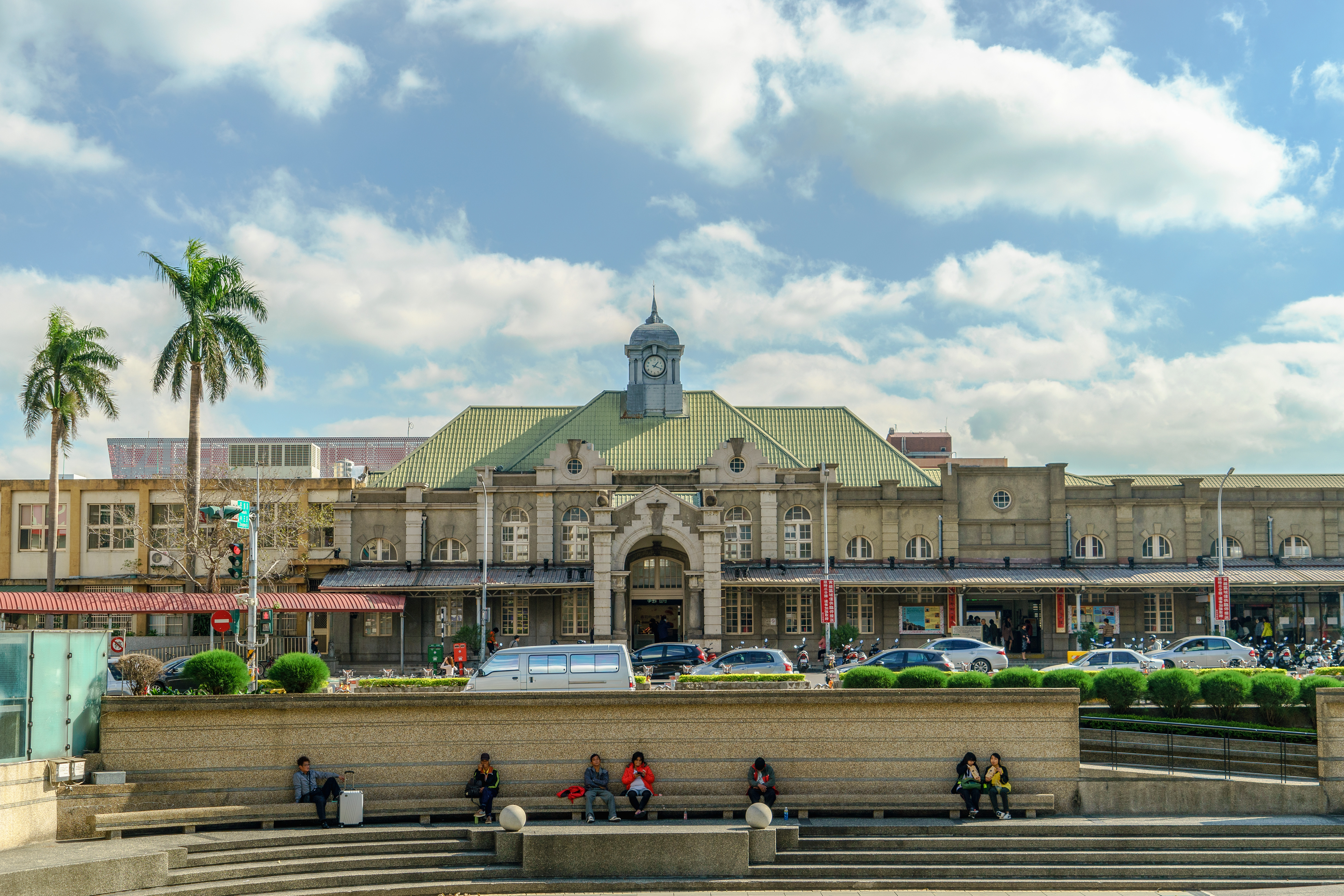
Gare de Hsinchu

## Histoire
La ville de Hsinchu est la plus ancienne cité du nord de Taïwan et s'est développé à partir de 1723. Connue d'abord sous le nom de Chuchien (chinois : 竹塹), elle devient en 1875 Hsinchu sous la Dynastie Ching. En juin 1982, sur ordre du président, le village de Hsian Shan du comté de Hsin-Chu fusionne avec la ville de Hsinchu, la ville est alors élevée au rang de cité province.
La ville de Hsinchu a acquis une certaine prospérité et une réputation internationale depuis la construction de son parc scientifique au nord-ouest de la ville (parc scientifique de Hsinchu). Ce site est le plus important de l'industrie électronique de Taïwan, dans lequel 115 000 personnes travaillent.

## Géographie
La ville de Hsinchu est située dans la partie occidentale de l'île de Taïwan. Elle est bordée au nord et à l'est par le comté de Hsinchu, au sud par le comté de Miaoli, et à l'ouest par le canal de Taïwan.

## Subdivisions administratives
La ville de Hsinchu est divisée en trois arrondissements : Le North District, L'East District, et Le Siangshan District. La plaine de Hsinchu remonte en pente légère vers l'est pour rejoindre les montagnes Shrpajianshan et Nioupushan. La partie est de la ville est couverte de petits contreforts et de petites montagnes.

## Sites d'intérêts
- Le marché de nuit
- La maison du Thé
- Le temple Cheng Huang : construit durant la dynastie Chien Lung, Ching (1748). Le temple de Cheng Huang est aujourd'hui le temple le plus prestigieux de Taïwan.
- Le temple Chan Ho
- Le temple Bao Fu Te : Construit en 1691 par Wong Shi-Jei, sur une terre donnée par le gouvernement en remerciement d'une bataille menée contre les premiers occupants.
- La porte est (Eastern Gate) : La porte Est est située à la jonction de la route Jhongjheng et de la rue Dongmen. Durant la dynastie Qing, Hsinchu était une cité fortifiée, et la porte Est est un vestige de cette époque. Une place a été construite autour de la porte Est. La porte Est est illuminée le soir.

- L'université nationale Tsing Hua (National Tsing Hua University)
- L'université nationale Chiao Tung (National Chiao Tung University)
- L'université de Chung Hua (Chung Hua University)
- L'université de Hsuan Chuang (Hsuan Chuang University)
- L'institut Yuanpei de science et technologie (Yuanpei Institute of Science and Technology)
- L'I.CWC Tower, plus haut gratte-ciel de la ville, de style post-moderne, construit en 2016

## Armée
La base aérienne de Hsinchu abrite les Mirage 2000-5 de la Force aérienne de Taiwan.

## Événements
- Le festival de Vermicelle et de la boule de viande
- Le festival international de verrerie

## Personnalités liées
- Francisco Ou (né en 1940), homme politique taïwanais qui y est né.
- Faï-Nan Perng (né en 1939), économiste et haut fonctionnaire de la république de Chine.
- Ko Wen-je (né en 1959), homme politique taïwanais qui y est né.

## Honneur
L'astéroïde (212631) Hsinchu porte son nom.